# Erbslöh (Metallverarbeitung)
Die Erbslöh Aktiengesellschaft ist ein metallverarbeitender Betrieb, der sich vor allem auf die Verarbeitung von Aluminium konzentriert hat.

## Geschichte

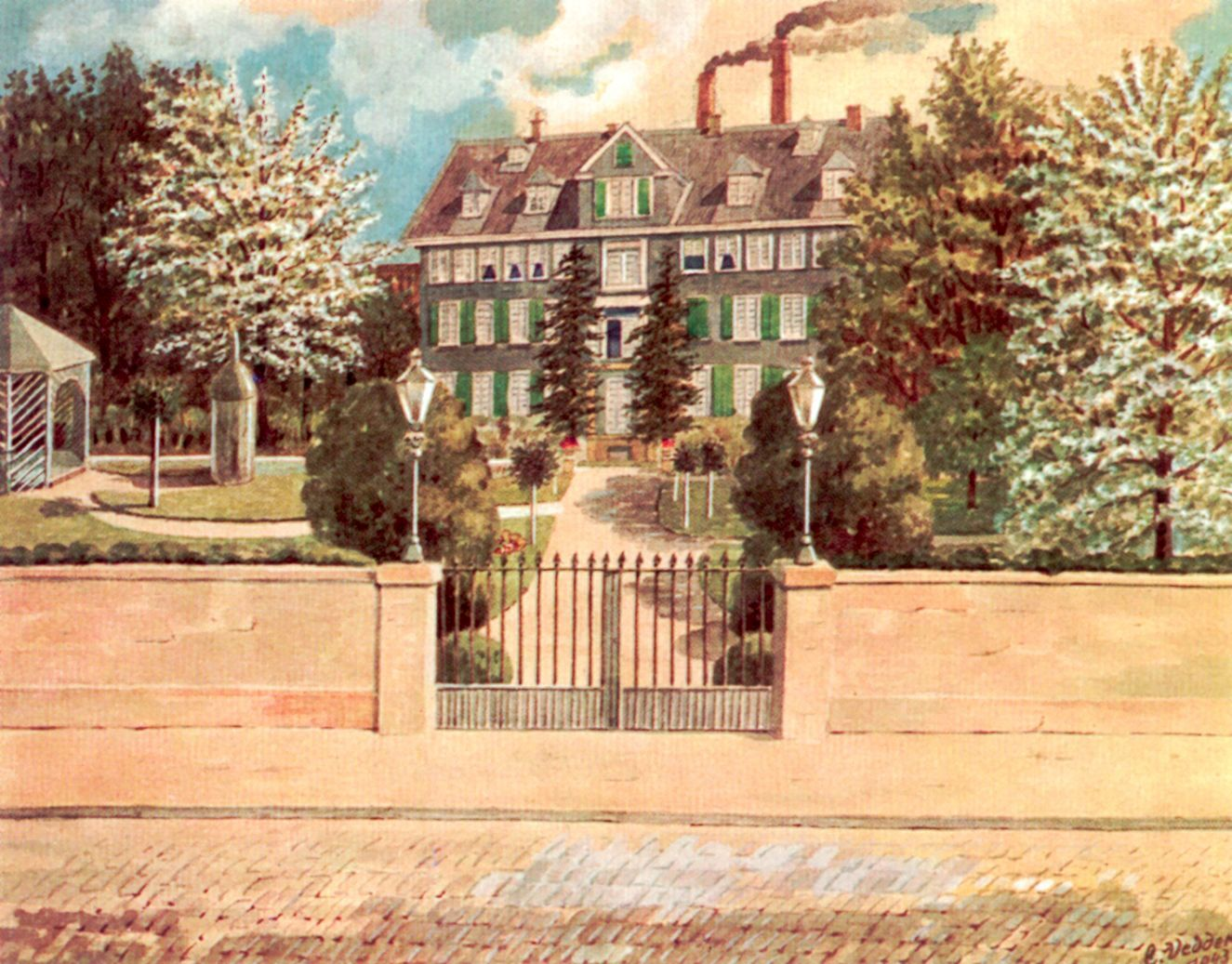
Wohnhaus und Fabrikgebäude der Familien Julius und August Erbslöh in Barmen-Wupperfeld (heute: Wuppertal), Pastell, C. Vedder 1843

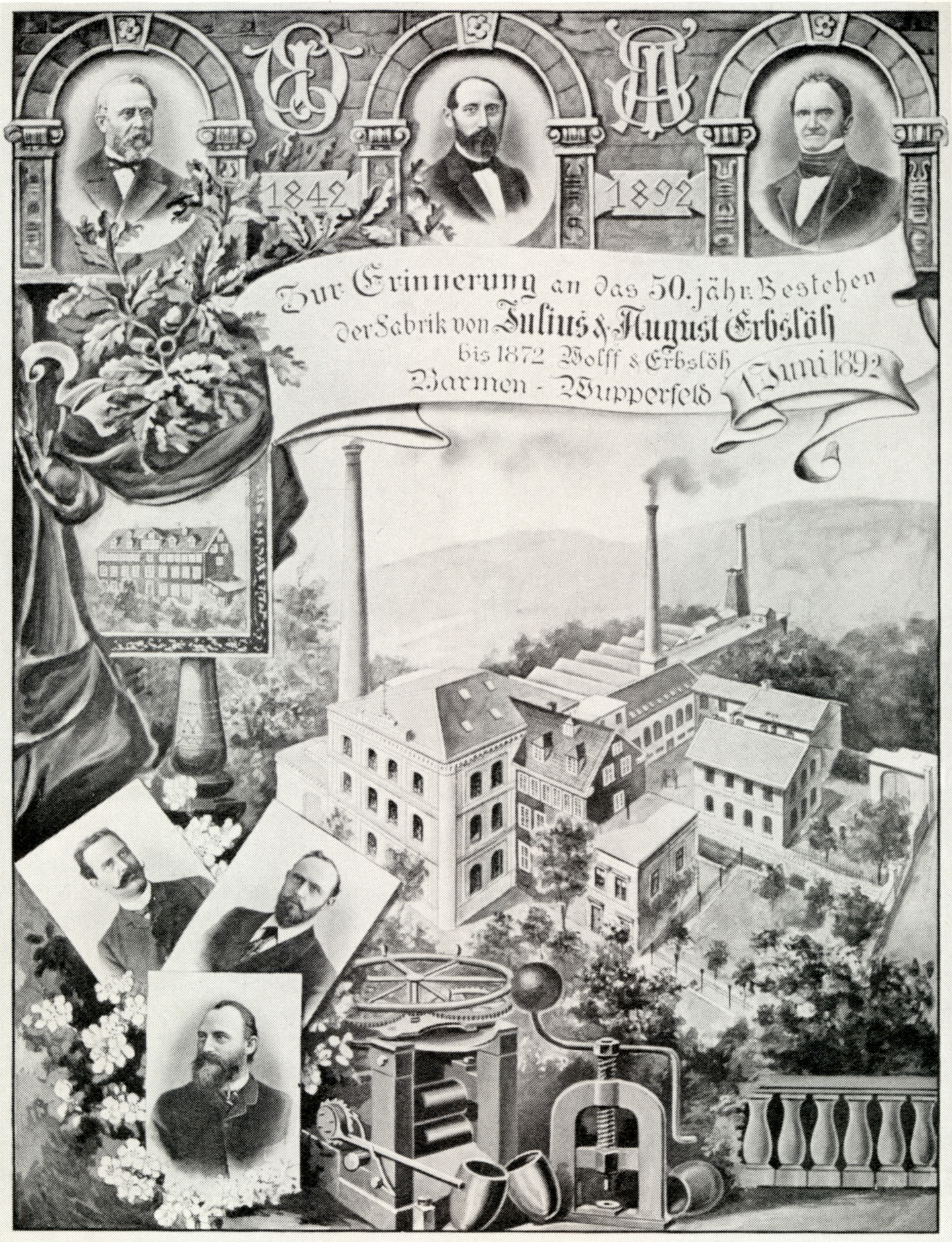
Gedenkblatt zum 50-jährigen Bestehen der Metallwalzwerke Julius und August Erbslöh aus dem Jahre 1892. Abgebildet sind neben den Fabrikanlagen oben die Gründergeneration, Carl Emil Wolf, Julius I. und August Erbslöh sowie unten die Teilhaber der 2. Generation, Alexander Erbslöh, Walter Erbslöh und Julius Erbslöh II.

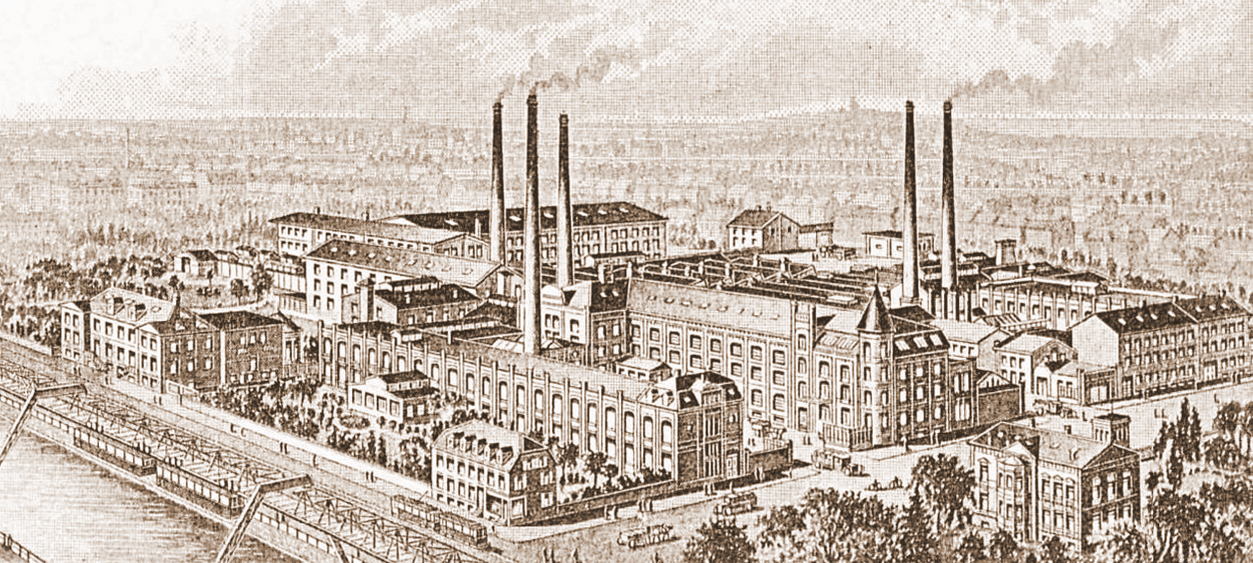
Stammwerk der Firma Julius und August Erbslöh an der Berliner Straße in Barmen-Wupperfeld, um 1900

### Unternehmensgeschichte
Das Unternehmen wurde 1842 durch Carl Emil Wolff und Julius Erbslöh I. in Barmen-Wupperfeld (heute: Wuppertal) als Plättier-Fabrik gegründet. Die Fabrikation bestand in der Hauptsache in der Herstellung von gold- und silberplättierten Blechen, wie solche für die Fabrikation von Knöpfen, Wagenlaternen und dergleichen Verwendung fanden. Es kamen im Laufe der Jahre die verschiedensten Artikel einschlägigen Genres, wie Passepartouts, silberplättierte Platten für Daguerreotypien, Portemonnaie-Platten, Messing-, Kupfer- und Schablonen-Bleche, echte Feinsilber- und „dessinierte Bleche“ hinzu.
Das Unternehmen firmierte ab 1872 unter dem Namen Julius & August Erbslöh und nahm 1889 als eines der ersten in Deutschland – wenn nicht als erstes überhaupt –, die Verarbeitung des damals neuen Werkstoffes Aluminium im industriellen Maßstab auf und leitete 1911 mit der Einführung einer hydraulischen Presse mit einer Presskraft von 1.000 Tonnen die Entwicklung des Unternehmens zu einem der bedeutendsten Hersteller von Aluminiumprofilen ein. Bereits in den 1880er Jahren führte die Firma eine betriebliche Krankenkasse sowie eine Pensions- und Unterstützungskasse für ihre Mitarbeiter ein.
In der Folgezeit wuchs das Unternehmen weiter. Es entstanden zusätzliche Hallen und neue Pressen erhöhten den Produktionsausstoß. 1942 beschäftigte die Firma auf 58.000 m² Gelände etwa 650 Mitarbeiter und produzierte 5.300 Tonnen Halbzeug aus verschiedenen Legierungen. Nach dem Zweiten Weltkrieg verhängte die Besatzungsmacht ein komplettes Produktionsverbot bis 1947. In den sich anschließenden Jahren des Wiederaufbaus wurde Aluminium zum begehrten Werkstoff in vielen Branchen, insbesondere auch in der aufstrebenden Automobilindustrie.
Seit 1996 firmiert das Unternehmen als Erbslöh Aktiengesellschaft. Mehrheitseigner ist seit 2000 die Walter Klein GmbH & Co. KG Firmengruppe. 2015 hatte die Firma 3.150 Mitarbeiter und einen Jahresumsatz von 532 Mio €.

### Produktionsstätten
Die Firmengründer kauften 1842 ein Haus in der Wupperfelder Schönenstraße 2, in dem früher eine Bandfabrik betrieben worden war. Der Kaufpreis betrug 20.000 Thaler. Das Haus hatte durch den dahinter fließenden Mühlengraben Wasserkraft und bestand aus einem großen Doppelhaus, in dessen einer Hälfte die Fabrikation betrieben wurde, die andere Hälfte diente den Familien Julius und August Erbslöh lange als gemeinsame Wohnung. Als sich das Geschäft mehr und mehr ausdehnte, wurde 1891 auch die Wohnhälfte mit zur Fabrik gezogen, indem sie abgerissen und ein Neubau an ihrer Stelle errichtet wurde. 1899 fiel auch der stehengebliebene Teil des alten bergischen Hauses und eine große einheitliche Fabrik wurde an dieser Stelle errichtet.
Die Firma erwarb im Laufe der Jahre noch verschiedene Nachbarhäuser und 1893 die Pfennings- und Greefs-Hämmer an der Blombach, ersterer heute Kupferhammer genannt. Dort wurde ein Zweigwerk errichtet, das 1904 eine bedeutende Vergrößerung erfuhr. Auch wurden weitere angrenzende Grundstücke zum Werk Wupperfeld hinzugekauft. Im Zweiten Weltkrieg wurden die Produktionsstätten 1943 bei dem großen Bombenangriff auf Wuppertal zerstört. Nachdem in den Produktionsstätten Wupperfeld und Kupferhammer die Kapazitäten erschöpft waren, begann 1957 der Aufbau eines dritten Werkes in Neviges, heute ein Stadtbezirk von Velbert, in das 1978 auch die Wuppertaler Produktion verlagert wurde.